# Syndrome Rapadilano
Le syndrome Rapadilano est une maladie génétique très rare faisant partie du groupe des maladies génétiques finlandaises.
Rapadilano est un acronyme soulignant les caractéristiques principales de la maladie : aplasie du radius, de la rotule (patella en latin) ou palais ogival (en), diarrhée et dislocation des articulations, intelligence normale et nez (nose en anglais) mince.

## Sources
- (en) Online Mendelian Inheritance in Man, OMIM (TM). Johns Hopkins University, Baltimore, MD. MIM Number:266280